# Papionini
Papionini — триба приматів з родини мавпових (Cercopithecidae). Триба налічує понад 40 видів, що поширені в Африці та Південній Азії.

## Класифікація
- Родина CERCOPITHECIDAE
  - Підродина Cercopithecinae
    - Триба Cercopithecini
    - Триба Papionini
      - Macaca
      - Lophocebus
      - Rungwecebus
      - Papio
      - Theropithecus
      - Cercocebus
      - Mandrillus

    - Викопні роди
      - Dinopithecus
      - Gorgopithecus
      - Paradolichopithecus
      - Parapapio
      - Pliopapio
      - Procercocebus
      - Procynocephalus
      - Soromandrillus